# Hafen von Barcelona
Der Hafen von Barcelona, (kat. Port de Barcelona) ist das Hafen- und Industriegebiet der Stadt Barcelona, der Hauptstadt Kataloniens, Spanien. Er ist der drittgrößte spanische Hafen und der neuntgrößte Containerhafen Europas.

## Geographie

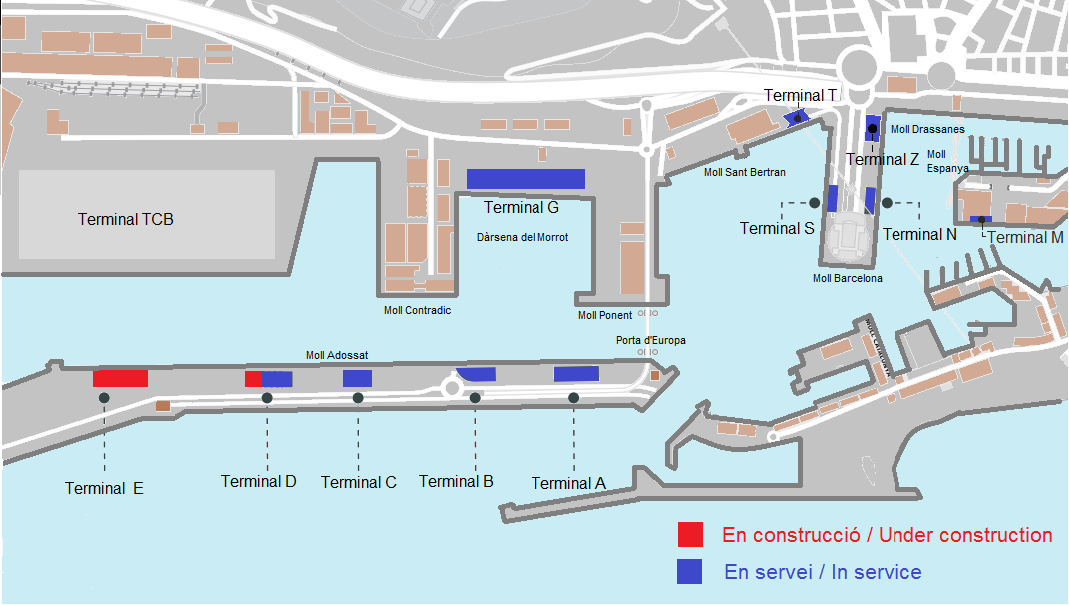
Lage der Hafenbereiche
(Norden = Bild rechts)

Das Hafengebiet Barcelonas liegt etwa drei Kilometer südlich des historischen Stadtkernes und ist ein reines Hafen- und Industriegebiet am Mittelmeer. Südlich wird es vom Mündungsgebiet des Riu Llobregat begrenzt.
Das knapp 20 km² große Hafengelände ist in drei wesentliche Bereiche gegliedert. Ganz im Norden liegt die Marina Port Vell für Privatyachten, an die sich südlich der Port Franc anschließt, der hauptsächlich von der gewerblichen Personenschifffahrt, Fähr-, Rundfahrt- und Kreuzfahrtschiffen genutzt wird. An der Hafeneinfahrt dominieren das imposante Gebäude der Hafenverwaltung und der markante in Stahlfachwerk errichtete Aussichtsturm die Moll Barcelona. Dort befindet sich im Ostbecken auch ein Werftbereich. Räumlich deutlich abgetrennt folgen ganz im Süden die Piers und Docks für den Güterumschlag mit ihren Außenländen und eigenen Hafenbecken. An diese grenzt westlich das knapp 23 km² große Industriegebiet des Hafens an.
Die beiden kleineren, weiter nördlich gelegenen Häfen Barcelonas, der Port Olímpic und jener an der Mündung des Besòs dienen ausschließlich der Freizeitschifffahrt und touristischen Zwecken. Für die gewerbliche Grossschifffahrt sind sie bedeutungslos. 

## Geschichte

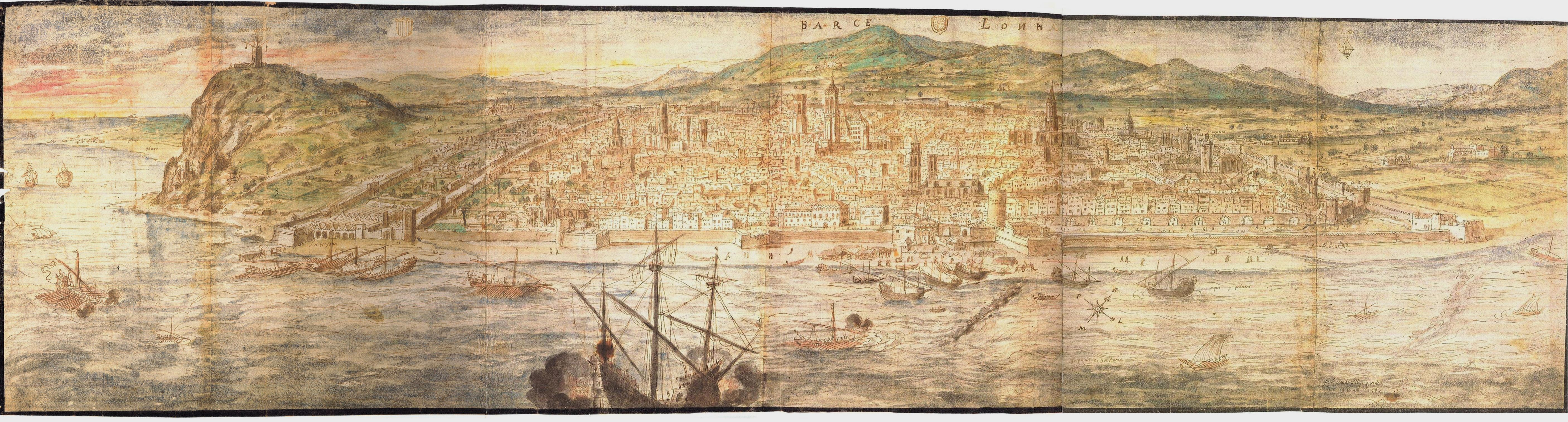
Hafen Barcelona, Zeichnung 1563

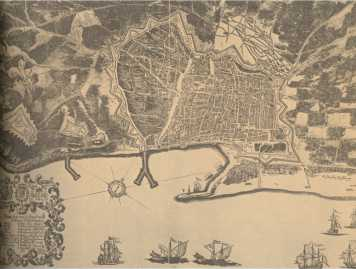
Hafenkarte von 1640

Bereits in der Jungsteinzeit und der Kupfersteinzeit wurde in der Gegend die küstennahe Seeschifffahrt betrieben. Wie die Auswertungen archäologischer Funde belegen, wurden in beachtlichem Umfang Meeresfrüchte und Seefische verzehrt, also zumindest in Küstennähe die Fischerei betrieben. Der Meeresspiegel lag zu dieser Zeit etwa fünf bis sieben Meter niedriger gegenüber dem heute und die Küstenlinie befand sich zwei bis drei Kilometer weiter östlich. 
Münzfunde lassen auf eine kleine griechische Kolonie und ein weitreichendes Handelstreiben schließen. Um 200 v. Chr. dominierten die ebenfalls seefahrenden Karthager die Gegend, die wohl die Mündungsgebiete des Riu Llobregat und Besòs als Anlandungsstellen nutzten. 
Frühe befestigte Anlagen entstanden unter den Römern im ersten vorchristlichen Jahrhundert (~70 v. Chr.). Unter Kaiser Augustus taucht erstmals der Name Barcino auf. Überliefert ist der Export von bspw. Garum, katalanischem Gestein und auch Wein bis nach Rom. Um 420 gelangt das Gebiet unter westgotischen Einfluss, der römische Epoche endet zwischen 460 und 470 n. Chr.
Als gesicherter Hafen wird die Llobregatmündung beim Berg Montjuïc im Jahre 1378 wieder schriftlich erwähnt. Dieser Hafen war durch das Geschiebe des Flusses jedoch bald versandet und ab 1438 wurde ein neuer Hafen weiter nördlich angelegt.
Federzeichnungen des 15. und 16. Jahrhunderts zeigen den kontinuierlichen weiteren Ausbau der Hafenanlagen auf.
Im 18. Jahrhundert entwickelte sich der Hafen Barcelonas zu einer Drehscheibe des weltweiten Baumwollhandels.
Seit 1931 führt die Hafenseilbahn Barcelona, die eigentlich schon zur Weltausstellung 1929 hätte in Betrieb gehen sollen, vom Hafen zum 173 m hohen Montjuïc.

## Gewerbe und Infrastruktur

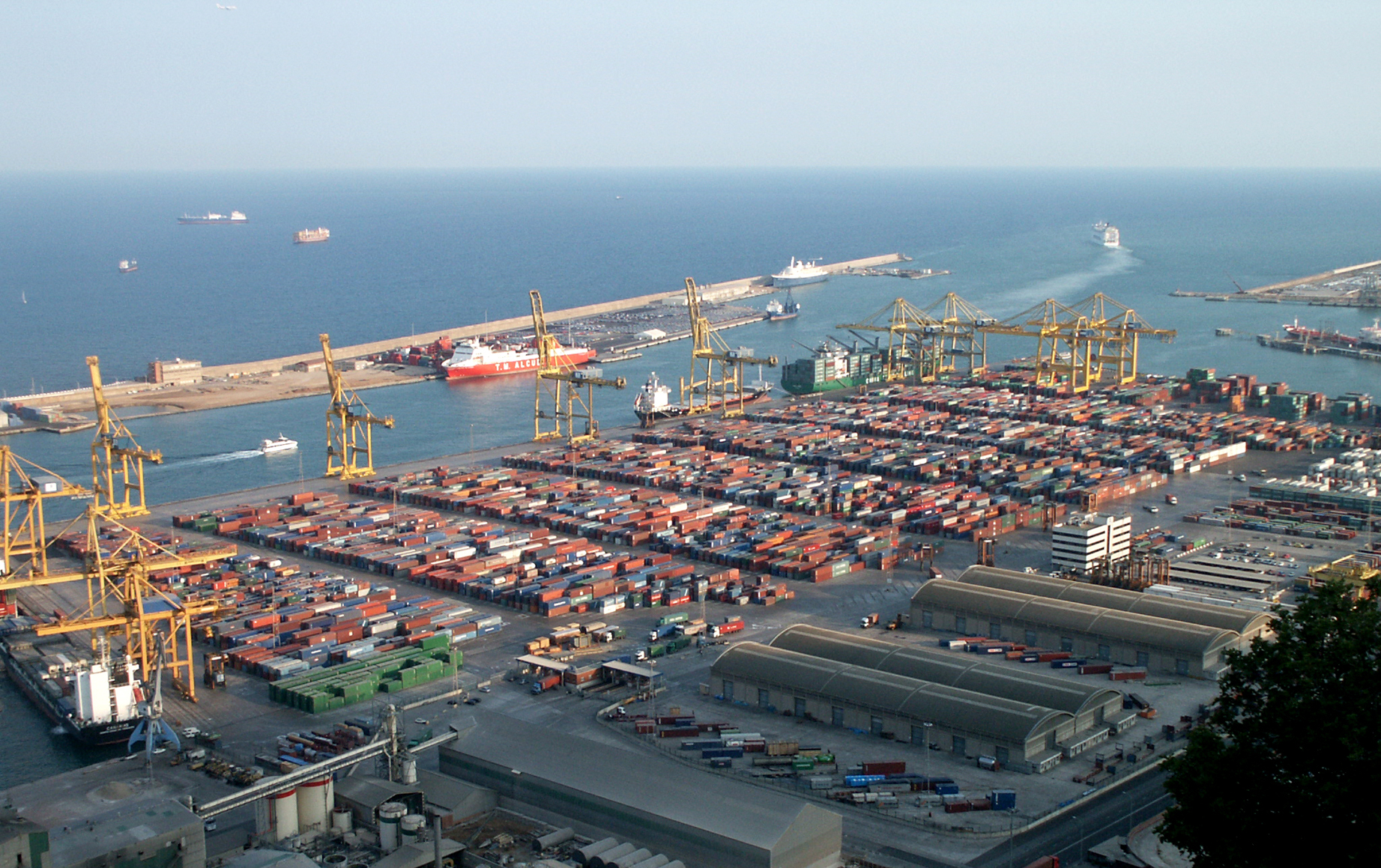
Der Containerhafen, 2005

Heute verfügt der Hafen Barcelonas über mehr als 20 km Kaianlagen und Liegeplätze. Es gibt 35 spezialisierte Terminals, drei für Fähren, sieben für internationale Kreuzfahrten, vier Containerterminals, zwei für Autofähren, jeweils eines speziell für Südfrüchte, für Kakao und für Kaffeeumschlag sowie eines für NE-Metalle. Weiterhin bestehen besondere Umschlagsplätze für Kühlgüter und neun Terminals die auf Flüssigkeiten und Schüttgüter ausgelegt sind. Auch Flüssiggas kann umgeschlagen werden.
Die Transportmengen werden derzeit von 45 Portal- und Halbportalkränen sowie an den jeweiligen Bedarf angepassten Pumpen und Förderbändern gelöscht oder gebunkert. Neun hafeneigene Schleppschiffe erleichtern den Frachtschiffen das An- und Ablegen und leisten Lotsendienste. Es können Schiffe mit einem Tiefgang bis zu 16 m abgefertigt werden.
Im nördlichen, alten Hafenbereich sind nur Abladetiefen bis zu elf Metern möglich.
Im Jahr 2013 wurden im Hafen von Barcelona insgesamt 42 Mio. t Güter umgeschlagen, davon 1,7 Mio. TEU in Containern, sowie etwa 700.000 Kraftfahrzeuge. 7727 Schiffe wurden abgefertigt und die Passagierzahlen lagen bei über 3,5 Millionen Reisenden.

## Verkehr
Die autobahnähnlich ausgebaute B 10 erschließt das gesamte Hafengelände in Nord-Süd-Richtung und verbindet zu der mautpflichtigen Autobahn C-16 hin. Die große Klappbrücke Porta d’Europa stellt die Verbindung zu den vorgelagerten Kaianlagen der Moll Adossat her. Die Hafenbahn führt Rollmaterial der RENFE im Südteil der Hafenanlagen teilweise bis auf die Piers.
Der Öffentliche Personennahverkehr vertaktet das Hafengebiet zum Stadtkern hin und dort halbstündlich zu dem etwa zehn Kilometer südwestlich gelegenen Flughafen Barcelona-El Prat.

## Tourismus

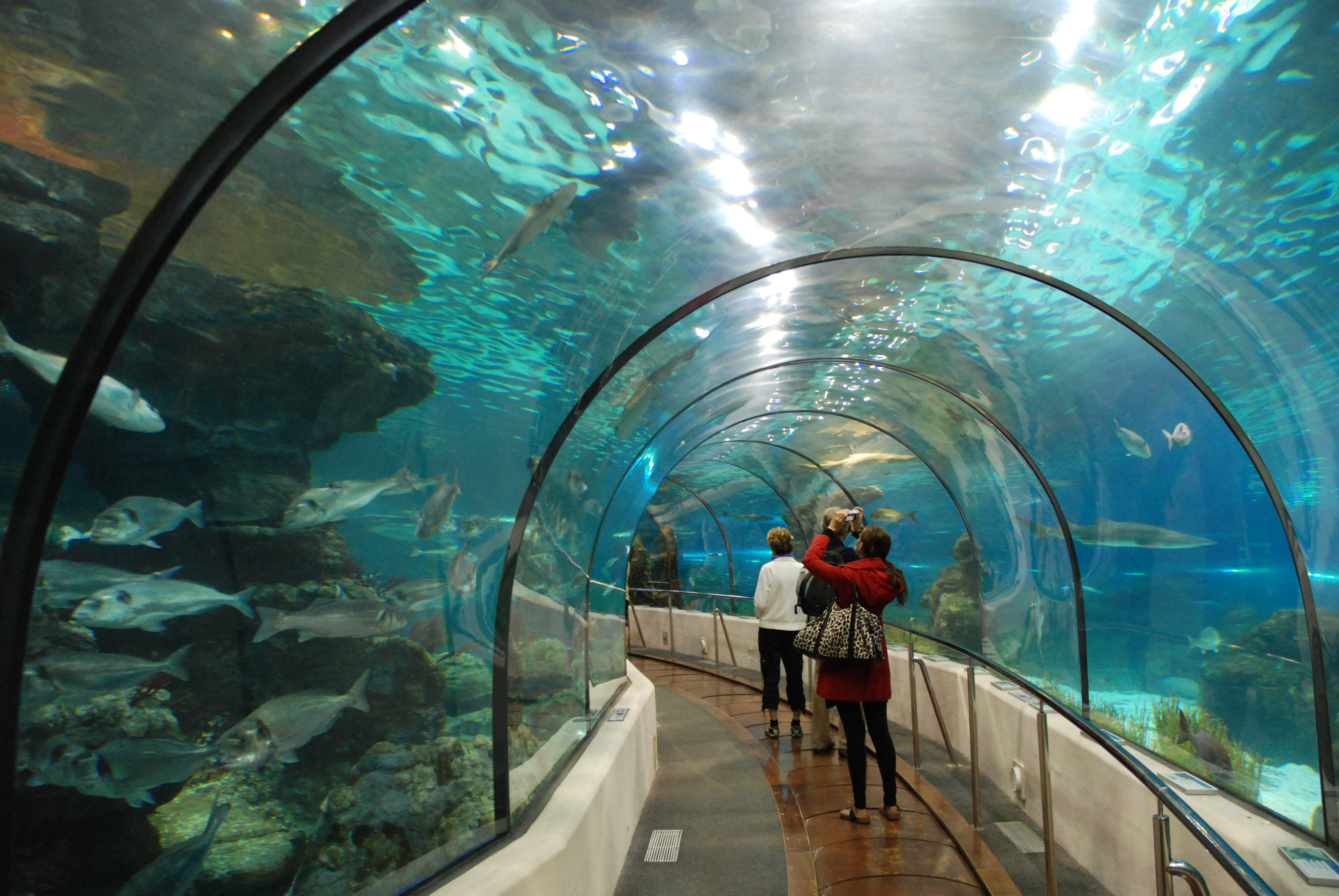
Ozeanarium im Aquarium Barcelona

Der Hafen beherbergt auch das moderne Freizeit- und Einkaufszentrum Maremagnum, zu dem neben Diskotheken, Boutiquen und Kinos auch das größte dem Mittelmeer gewidmete Aquarium gehört. Das Aquarium Barcelona ist ein Meerwasseraquarium, das mehr als 11.000 Tiere beherbergt, die rund 450 verschiedenen Tierarten angehören. Hauptbestandteil ist ein 80 m langer, verglaster Unterwasser-Tunnel mit einem Laufband, der unter dem sog. Ozeanarium hindurchführt. Dieses enthält u. a. Blauhaie, Rochen und Mondfische.